# Ithycythara pentagonalis
Ithycythara pentagonalis är en snäckart som först beskrevs av Reeve 1845.  Ithycythara pentagonalis ingår i släktet Ithycythara och familjen kägelsnäckor. Inga underarter finns listade i Catalogue of Life.